# Андрушевич, Ян
Ян Андрушевич (пол.  Jan Andruszewicz, бел. Ян Андрушэвіч; начало XVI века — около 1567) — религиозный и государственный деятель Великого княжества Литовского, епископ луцкий, поэт-латинист.

## Биография
Родился в знатной семье герба Долива. Каноник в Вильно, епископ киевский (1546―1555), епископ луцкий (1555―1567). Активно участвовал в общественной жизни ВКЛ, поддерживал контрреформацию. Неоднократно избирался послом на сейм Великого княжества Литовского. Его имя упоминается в Литовской метрике.

## Творчество
Автор дидактической поэмы «Gens Lituana olim…» (1543) на латинском языке. В основе поэмы лежит история, рассказанная Матеем Стрыйковским в его «Хронике» ― об убийстве жителями Вильно 14-ти приезжих монахов-францисканцев. Андрушевич порицает язычников, воспевает «несущих свет» монахов и позвавшего их для крещения воеводу виленского Петра Гаштольда. Поэма написана на достаточно профессиональном уровне: метрическое стихосложение; наравне с библейскими образами, присутствуют мотивы античной мифологии. Поэма выбита на одном из памятников францисканским миссионерам. Впервые опубликована во «Анналах францисканцев» («Annales minorum seu Trium Ordinum a S. Francisco institutorum Архивная копия от 12 мая 2021 на Wayback Machine»). Переведена на польский и литовский языки.